# Anders Nilsson i Teckomatorp
Anders Nilsson (i riksdagen kallad Nilsson i Teckomatorp), född 2 juli 1832 i Färingtofta församling, Kristianstads län, död 31 augusti 1905 i Torrlösa församling, Malmöhus län, var en svensk lantbrukare och riksdagsman.
Nilsson var lantbrukare i Brödåkra och Teckomatorp i Malmöhus län. Han var styrelseledamot i Onsjö härads sparbank samt i samma härads brandstodsnämnd. Som politiker var han kommunalordförande och under mandatperioden 1867–1869 ledamot av riksdagens andra kammare, invald i Onsjö härads valkrets.